# Heinrich (Solms-Braunfels)
Heinrich von Solms-Braunfels (genannt Trajectinus) (* 11. Januar 1638 in Utrecht; † 19. Juli 1693 in der Schlacht bei Neerwinden) war regierender Graf von Solms-Braunfels und Offizier in niederländischen und englischen Diensten.

## Frühe Jahre
Sein Vater war Graf Johann Albrecht II. Die Mutter war Anna Elisabetha (geb. Gräfin von Falkenstein). Der Sohn wurde in Utrecht geboren (daher der Beiname Trajectinus nach dem lateinischen Namen Traiectum dieser Stadt), weil die Familie, die den Kurfürsten und Winterkönig Friedrich V. von der Pfalz unterstützt hatte, dorthin fliehen musste. Der Vater diente später im niederländischen Militär und brachte es bis zum Befehlshaber der Artillerie. Die Provinz Utrecht war Pate des Sohnes; von ihr erhielt er eine lebenslange Rente von 500 Gulden im Jahr. Eine Tante war Amalie zu Solms-Braunfels, die Frau von Friedrich Heinrich von Oranien. Sein Vater starb 1647. Erst nach dem Ende des Dreißigjährigen Krieges konnte die Familie in das vom Krieg verheerte Braunfels zurückkehren. Die Mutter zog aber bereits 1649 wieder nach Utrecht. Graf Heinrich lebte eine Zeitlang bei seiner Tante Amalie, die ihn an verschiedene Höfe mitnahm. Er besuchte danach das Gymnasium in Harderwijk. Im Jahr 1653 verließ er die Schule und ging über Utrecht nach Den Haag an den Hof der Fürstin Amalie, bei der er ein Jahr lebte und die er bei ihren Reisen begleitete.
Um das von seinem Vater aufgestellte Infanterieregiment Solms als Inhaber, Eigentümer und Obrist übernehmen zu können, wurde er mit dem Kriegshandwerk vertraut gemacht. Im Jahr 1654 begab er sich zur militärischen Ausbildung zu seinem Vetter, dem Grafen Friedrich von Dohna, der Gouverneur von Orange war. Danach unternahm er Reisen durch Deutschland und Frankreich. Nur vorübergehend kehrte er dazwischen 1656 in die Grafschaft Braunfels zurück, um seinen Pflichten als Landesherr nachzukommen.
Im Jahr 1658 nahm er an der Wahl und Krönung Leopolds I. in Frankfurt teil. Danach lebte er in Braunfels und widmete sich unter anderem dem Ausbau des Schlosses und der Wasserversorgung. Er erfüllte zwar die Regierungsgeschäfte gewissenhaft, fand aber auch Zeit für die Jagd.
Im Jahr 1664 stellte er eine Kompanie Reiter auf. Im Rang eines Rittmeisters im oberrheinischen Kreisregiment Nassau nahm er an den Türkenkriegen in Ungarn teil. Wegen einer Erkrankung musste er aber bald zurückkehren.

## Offizier und Landesherr
Im Jahr 1667 während des Devolutionskrieges kommandierte er ein niederländisches Infanterieregiment. Ein Jahr später wechselte er zur Kavallerie, um 1672 wieder ein Infanterieregiment zu übernehmen. Er nahm seit 1674 am Holländischen Krieg teil. Am 9. Mai dieses Jahres wurde er zum Generalmajor und Obristen der ganzen Garde zu Fuß (Gardes te Voet) ernannt. In dieser war sein Regiment aufgegangen. Außerdem wurde er Gouverneur von Nijmegen. Er nahm mit den Garden im August 1674 an der Schlacht bei Seneffe teil. Verwundet wurde er von den gegnerischen Franzosen gefangen genommen. In Paris wurde er von Ludwig XIV. höflich empfangen. Um sich ihm gewogen zu zeigen, erließ der König einen französischen Schutzbrief für die Grafschaft Solms-Braunfels.
Seit 1676 stand Graf Heinrich der Kommende des Deutschen Ordens in Utrecht vor. Im Jahr 1677 nahm er erneut an Kriegshandlungen teil. Kurze Zeit später begleitete er Wilhelm von Oranien nach England zur Heirat mit Maria, der Tochter des englischen Königs Jakob II. Im Jahr 1678 nahm er unter Wilhelm III. an der Schlacht bei Saint-Denis teil.
Nachdem 1678 die Solms-Hungische Linie ausgestorben war, fiel deren Gebiet teilweise an ihn. Im Jahr 1679 brannten das Schloss Braunfels und andere Gebäude in der Umgebung ab. Daraufhin machte sich von Solms an den Wiederaufbau. Dieser konnte aber erst unter seinem Nachfolger abgeschlossen werden. Im Jahr 1683 hielt er um die Hand der Gräfin Carola Henrica zu Solms-Laubach an, die er im September dieses Jahres heiratete. Die Ehe blieb kinderlos.

## Glorious Revolution und Pfälzischer Erbfolgekrieg
Im Jahr 1683 wurde er zum Generalleutnant befördert. Bei der Expedition nach England im Zuge der Glorious Revolution von 1688/89 befehligte von Solms die gesamte Infanterie. Er war einer der ersten, die mit einer kleinen Gruppe Grenadiere englischen Boden betraten. Er bekam den Auftrag, mit zwanzig Kompanien Infanterie und 16 Schwadronen Kavallerie nach London zu marschieren. Da die Truppen auf die Schnelle nicht alle verfügbar waren, brach Graf Heinrich mit nur 1500 Mann auf. Sein Auftrag war, Whitehall und den St James’s Palace zu besetzen und seinen Schwiegervater, den bisherigen König, gefangen zu nehmen und ihn anzuweisen, dass er unverzüglich England zu verlassen hätte. Da dessen Wachen keine ernsthafte Gegenwehr geleistet hatten, gelang ihm das auch. Der abgesetzte König fuhr auf der königlichen Barke, eskortiert von den Truppen Graf Heinrichs, zur Küste, von wo er sich nach Frankreich einschiffte.
Wilhelm III., der neue König, machte ihn gegen seinen Willen, nur als niederländischer Heerführer dienen zu wollen, zum englischen General der Infanterie (general over all of Our foot forces). Als General kämpfte Graf Heinrich in Irland und zeichnete sich 1690 unter anderem in der Schlacht am Boyne aus. Nach einer kurzen Zeit in der eigenen Grafschaft im Jahr 1691 nahm er am Krieg der großen Koalition teil. Er verlor in der Schlacht bei Neerwinden beide Beine und starb noch auf dem Schlachtfeld. Seine Leiche wurde nach Braunfels überführt und in der Schlosskirche beigesetzt.